# Nomada radoszkowskii
Nomada radoszkowskii är en biart som beskrevs av Lozinski 1922. Nomada radoszkowskii ingår i släktet gökbin, och familjen långtungebin. Inga underarter finns listade i Catalogue of Life.